# ドライデッキ・シェルター

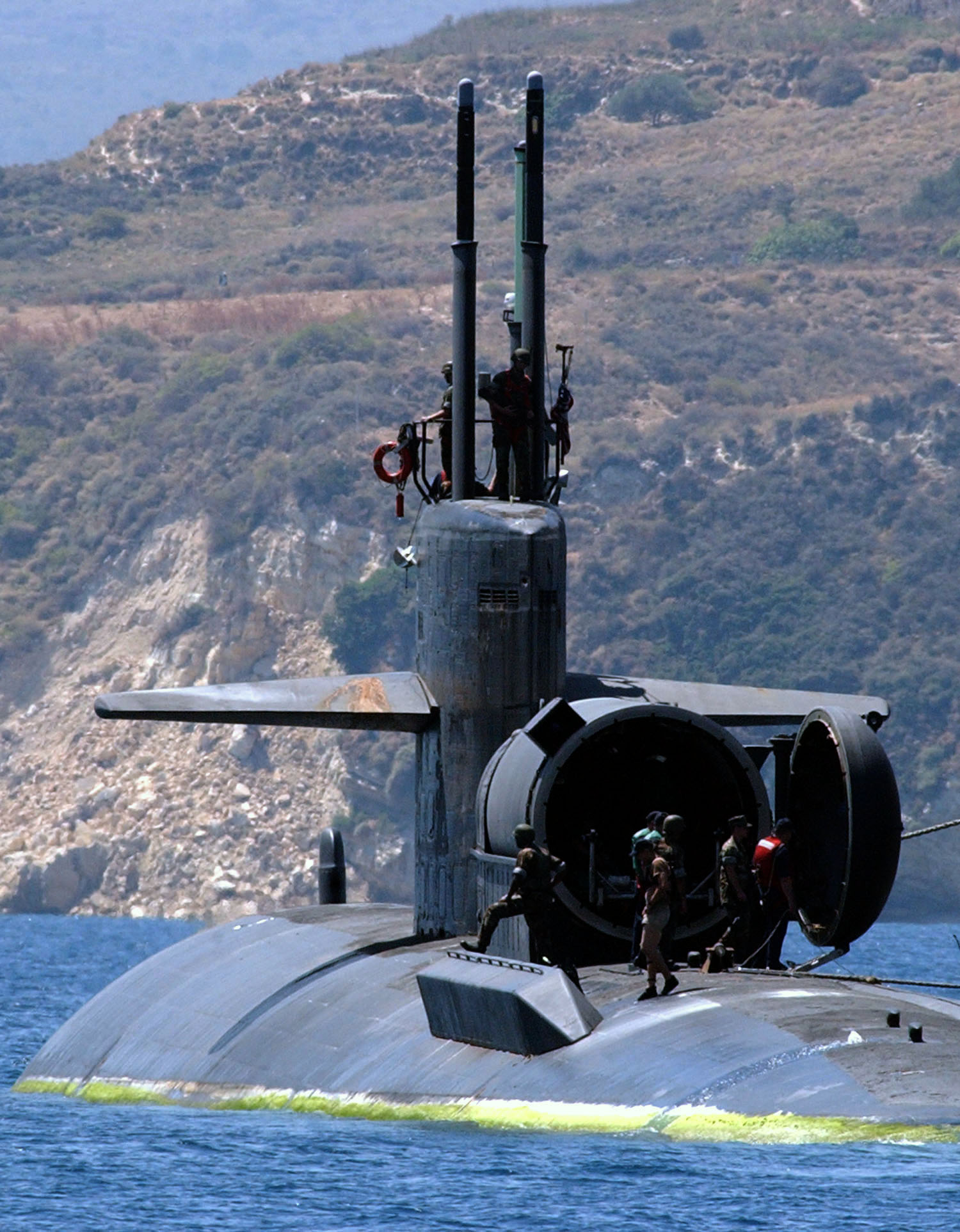
原子力潜水艦ダラス (SSN-700)。セイル後方(手前側)に設置されているのが、ドライデッキ・シェルター。後部ドアを開放した状況が分かる。

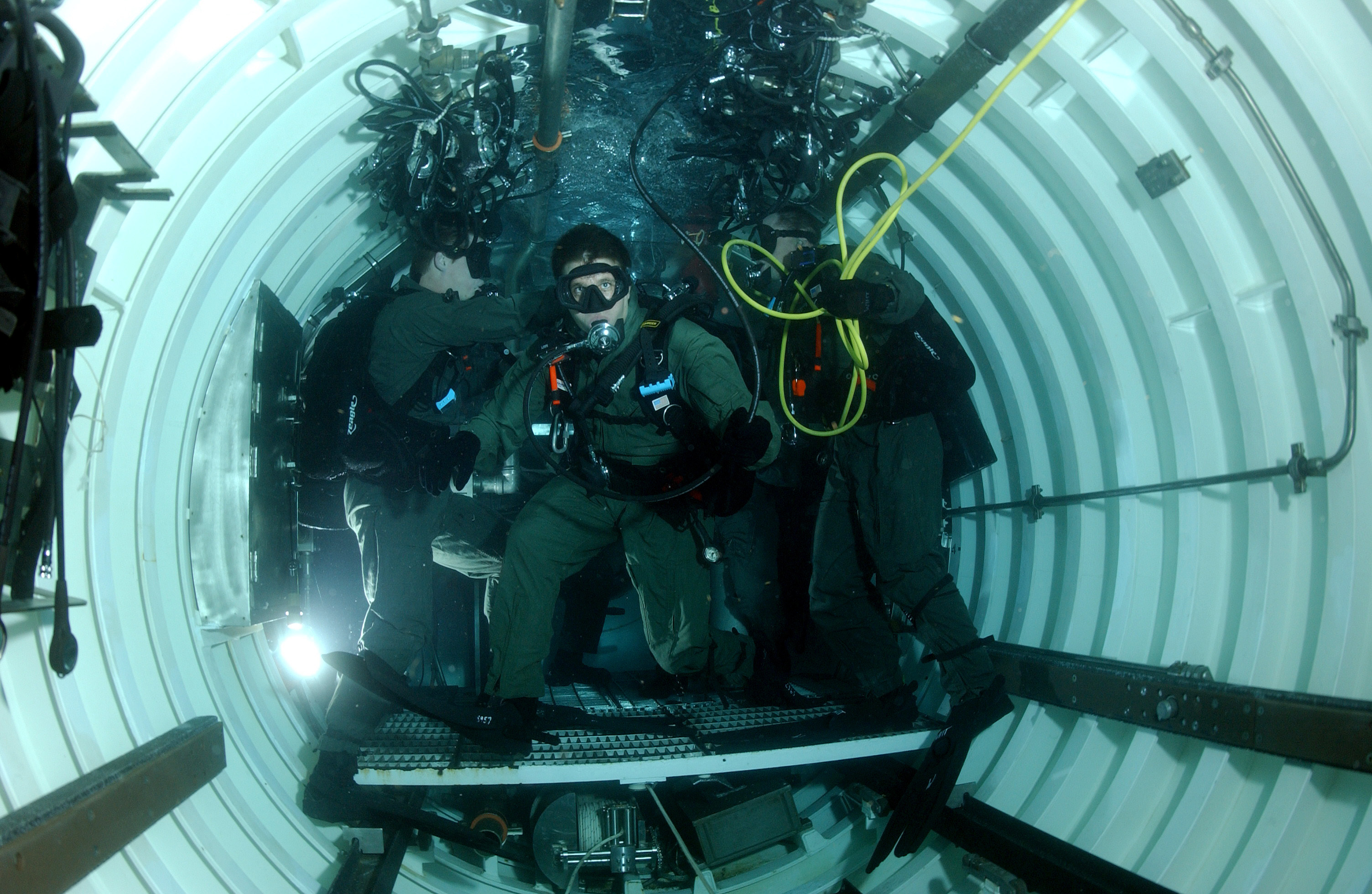
原子力潜水艦フィラデルフィア (SSN-690) に搭載されたドライデッキ・シェルターの内部とSEAL輸送潜水艇チーム2(SDVT-2)要員。

ドライデッキ・シェルター（英: Dry Deck Shelter, DDS）は、潜水艦が潜行状態において、ダイバーの容易な出入艦を可能にするエアロックと、小型潜水艇などの格納庫を組み合わせた、潜水艦に着脱可能なモジュールである。

## アメリカ海軍におけるDDSの概要
アメリカ海軍で使用されているDDSは、全長 11.6m (38フィート)、高さ及び幅 2.7m (9フィート)であり、ホスト潜水艦のセイルの後方の船体背部（ドライデッキ）上に搭載され、水中排水量を約30トン増加させる。DDSは、数台のトラック、またはC-5 ギャラクシー輸送機で輸送可能である。ホスト潜水艦はDDSを装着できるように、あらかじめ、適切な接合ハッチ配置、電気的接合、および換気、ダイバー呼吸用空気、排水用の各配管を伴う、特別の改造を受ける必要がある。この改造を受けた潜水艦へのDDSの設置には、テストを含めて、1日から3日を要する。
DDSは、ガラス繊維強化プラスチック (GFRP) 製フェアリング（水流抵抗減少用カバー）の下に、HY-80合金鋼製の3つの区画を持っている。最前部には、負傷したダイバーに処置を施すための、球形の加圧チャンバーがあり、その後ろに、これよりやや小さな、球形の入出艦トランク（エアロック）があり、最後部には、両端が半球形の、円柱状の格納庫がある。これら3つの区画は、内部で連絡穴により人員が行き来でき、格納庫の後端の半球部分は、開閉可能な外部ドアになっている。
格納庫にはSEAL輸送潜水艇 (SDV) を格納可能であり、4名のNavy SEALsがSDVに乗船し、SEAL輸送潜水艇チーム(Navy SEALs 、アメリカ海軍ダイバー、技術者の混成部隊)が、DDSを操作してSDVを射出する。または、20名の Navy SEALs が、4隻の戦闘用ゴムボート
(Combat Rubber Raiding Craft ; CRRC) で出撃する場合もある。
現在、アメリカ海軍第3特殊戦闘群の下に、2つのSEAL輸送潜水艇チーム(SDVT-1 及び SDVT-2)が所属している。
補注： 信頼できる情報筋によれば、SDVT-2 は2008年8月8日に廃止され、
その任務は第3特殊戦闘群麾下の、もっと小規模なドライデッキ・シェルター分遣隊が引き継いでいる模様である。SDVT-1 については従来通り存続の模様。
アメリカ海軍では、現在、6基の着脱可能なDDSを使用している。この中の最初のものは、1982年に、ジェネラル・ダイナミクス・エレクトリック・ボートで建造され、DDS-01Sと命名された（「S」は格納庫の外側ドアが「右舷」(Starboard)側に開くことを意味する）。残りの5基、DDS-02P (「P」は「左舷」(Port)側に開くことを意味する)、-03P、-04S、-05S および -06P は、1987年から1991年にかけてノースロップ・グラマン・ニューポート・ニューズで建造された。
これらのDDSの保守は、チームに常駐している海軍ダイバーと、メンテナンス会社である Oceaneering International社の共同作業で行なわれている。各DDSの可用年数は、40年程度に達すると見込まれている。

## DDSを搭載可能なアメリカ海軍原子力潜水艦

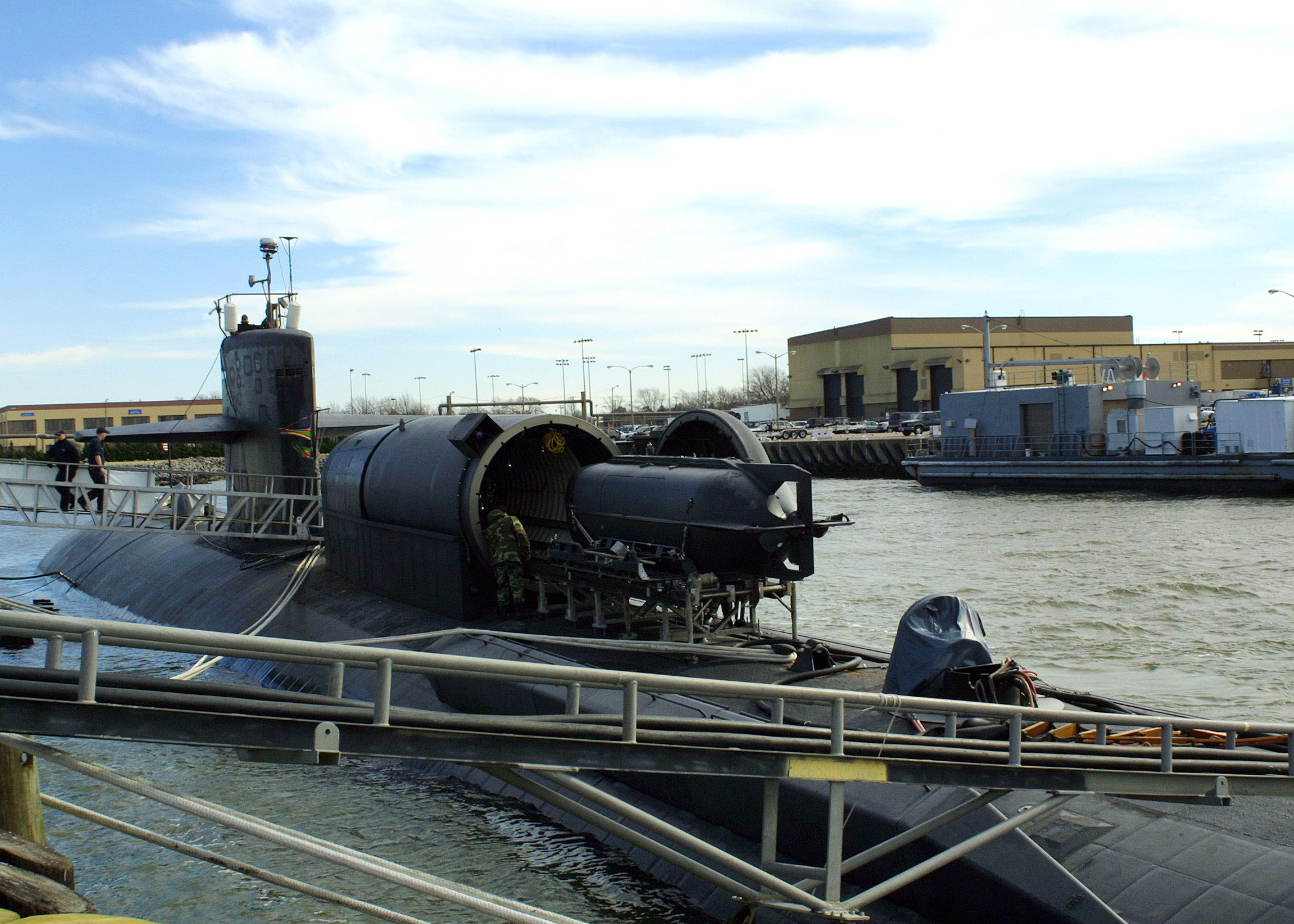
原子力潜水艦ダラス (SSN-700)の背部に設置されたDDSにマーク8改1型SDV格納しているところ。

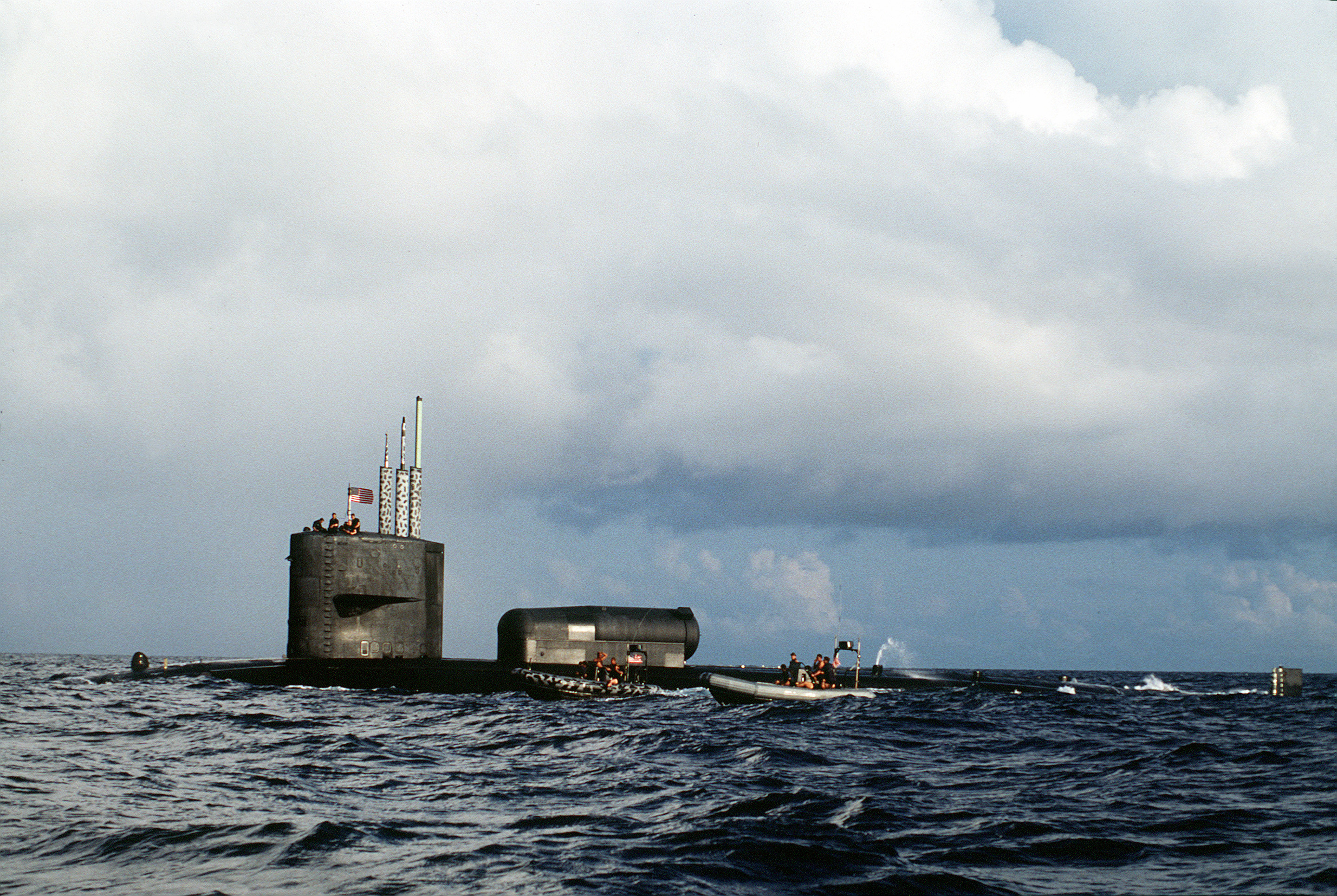
原子力潜水艦アーチャーフィッシュ (SSN-678)。1993年の演習時の模様。横から見たドライデッキ・シェルターの形状が分かる。

- サム・ヒューストン - USS Sam Houston (SSN-609) †‡
- ジョン・マーシャル - USS John Marshall (SSN-611) †‡
- カメハメハ - USS Kamehameha (SSN-642) †‡
- ジェームズ・K・ポーク - USS James K. Polk (SSN-645) †‡
- アーチャーフィッシュ - USS Archerfish (SSN-678) ‡
- シルバーサイズ - USS Silversides (SSN-679) ‡
- ウイリアム・H・ベイツ - USS William H. Bates (SSN-680) ‡
- タニー - USS Tunny (SSN-682) ‡
- カヴァラ - USS Cavalla (SSN-684) ‡
- L・メンデル・リヴァーズ - USS L. Mendel Rivers (SSN-686) ‡
- ロサンゼルス - USS Los Angeles (SSN-688)
- フィラデルフィア - USS Philadelphia (SSN-690)
- ダラス - USS Dallas (SSN-700)
- ラホーヤ - USS La Jolla (SSN-701)
- バッファロー - USS Buffalo (SSN-715)
- ジミー・カーター - USS Jimmy Carter (SSN-23)
- バージニア - USS Virginia (SSN-774)
- オハイオ - USS Ohio (SSGN-726) †
- ミシガン - USS Michigan (SSGN-727) †
- フロリダ - USS Florida (SSGN-728) †
- ジョージア - USS Georgia (SSGN-729) †

† 2基のDDSを搭載可能

‡ 既に解役
全てのバージニア級原子力潜水艦は、ダイバーとその装備を展開可能な、統合エアロック (integral Lock-Out Trunk) を装備する予定である。

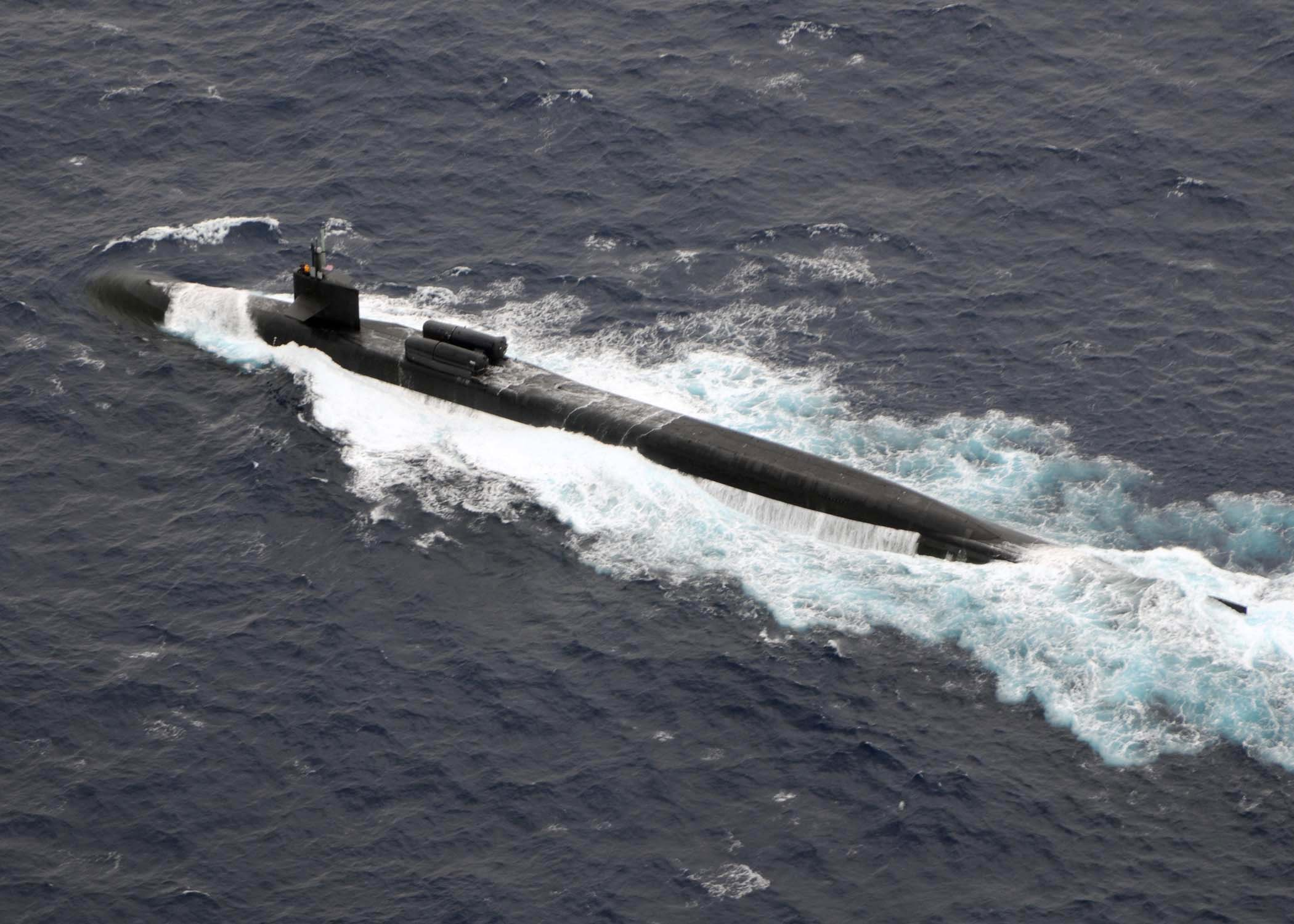
巡航ミサイル原潜オハイオ (SSGN 726)のセイル後方部に搭載された2基のDDS

また、弾道ミサイル原潜(SSBN)から巡航ミサイル原潜(SSGN)に改造されたオハイオ級原子力潜水艦は、同時に2基のDDSを搭載できるように改造を受けている。2基のDDSはセイルのすぐ後方に、平行に2基並べる形で搭載される。

## 参考資料
1. ↑  Dry Deck Shelter - GlobalSecurity.org
2. ↑  HQ and Components - Naval Special Warfare Command
3. ↑  "Navy SEALS.com"
4. ↑  Los Angeles-class Attack Submarine - U.S. Naval Institute
5. ↑  Dry Deck Shelters Deploying Special Operations Forces from Submarines - Steve Southard